# Plaza para Todos de Maracaibo

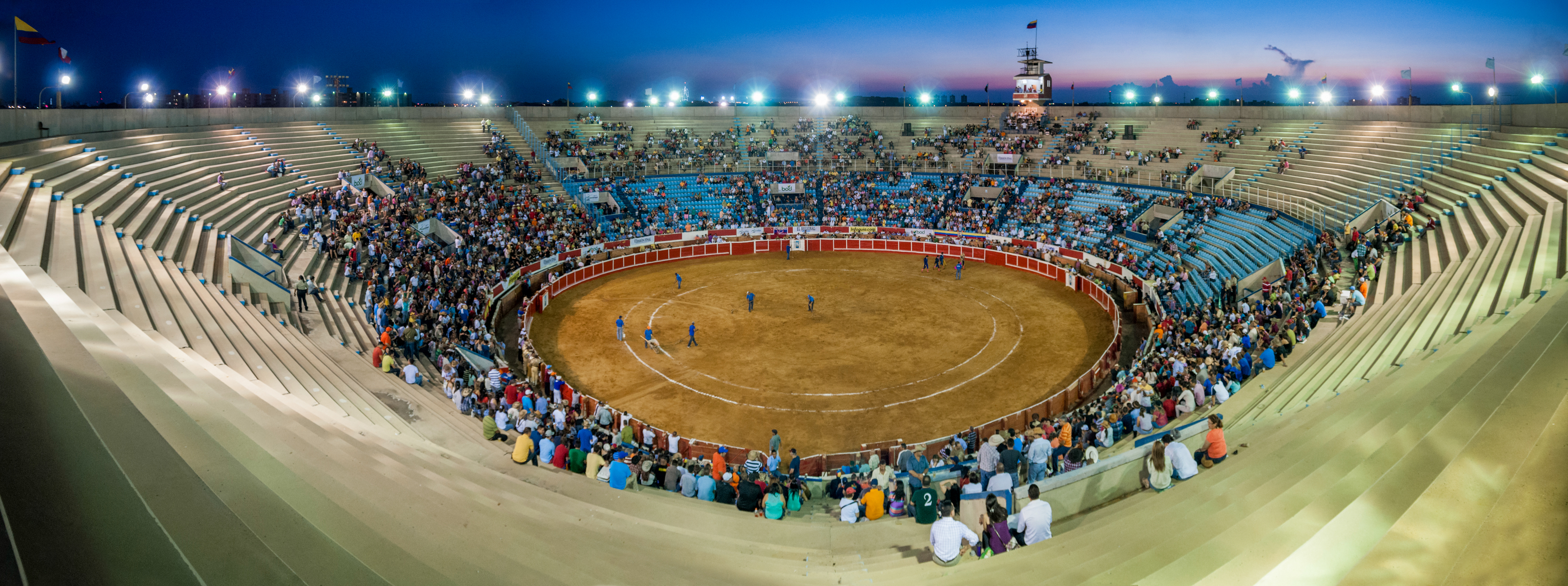
Corrida de toros en la plaza.

La Plaza para Todos de Maracaibo, llamada anteriomente Plaza de Toros Monumental de Maracaibo es un estadio ubicado en Maracaibo, estado Zulia, donde se realizan diferentes actividades culturales y de entretenimiento. Siendo inaugurada el 18 de noviembre de 1972 con una capacidad para 15.000 espectadores.  la cual fue la plaza de toros hasta finales de la década de los años 2010, cuando se prohibieron las corridas de toros y se cambió su nombre y función.
El establecimiento es administrado por la alcaldía de Maracaibo y se celebra principalmente el Festival Internacional de la Orquídea transmitido por el canal de televisión venezolano Venevisión, además de realizarse otros eventos regionales durante el año.

## Historia
La misma en el mes de noviembre comenzaba usualmente su programación de actividades, donde se celebraban corridas en marco de la Feria Internacional de la Chinita, en honor a la Virgen de Chiquinquirá, patrona de la ciudad. Durante la época se llevaban a cabo cuatro grandes corridas, siendo la más importante la del Día de la Chinita el 18 de noviembre, donde se entregaba el Rosario de la Virgen.  El espacio cuenta con una capilla en honor a la Virgen, servicios médicos y un quirófano principal.
En el año 2018 el alcalde de la ciudad de Maracaibo Willy Casanova (2018-2021) prohibió las corridas de toros bajo el amparo de un decreto municipal acompañado de organizaciones en contra del maltrato animal cambiándole el nombre a la plaza la bautizándola como gaitódromo "Ricardo Aguirre" argumentando que; “La Plaza de Toros es un espacio que fue empleado para la muerte, los antivalores y el maltrato animal” , hoy dicho espacio es administrado por el Servicio Desconcentrado Plaza de Todos (SEDIPTODOS) y funcionan direcciones gubernamentales de la municipalidad como la Dirección de Salud pública.
Posteriormente, en la administración de Rafael Ramírez Colina, lleva su nombre oficialmente a Plaza para Todos de Maracaibo.

## Otros eventos
La Plaza para Todos de Maracaibo, además de haber realizado eventos taurinos, prohibidos en 2017. También durante la Feria de la Chinita, se celebran ahora eventos como la elección de la Reina de la Chiquinquirá en el programa de televisión venezolano Súper sábado sensacional así como también el Festival Internacional de la Orquídea. Los amaneceres de feria se realizaban de la noche del 17 de noviembre al amanecer del 18, además de otros puntos de concentración y locales de la ciudad.